# Glycera gigantea
Glycera gigantea  (лат.) — вид морских многощетинковых червей семейства Glyceridae из отряда Phyllodocida.
Встречаются на глубинах от 15 до 300 м в водах северной Атлантики, Индо-Тихоокеанской области, включая Средиземное море, Чёрное море и Северное море. Длина тела до 350 мм, включает до 400 сегментов. Имеют длинный простомий. Нотосеты простые. Параподии двуветвистые. Тело длинное с многочисленными сегментами, простомий конической формы. 2 пары коротких антенн. Хищники, охотятся на мелких беспозвоночных
.